# Savoia-Marchetti SM.82
Savoia-Marchetti SM.82 je bil italijanski trimotorni težki bombnik/transportno letalo iz 2. svetovne vojne. Imel je srednje nameščeno kantilever krilo in pristajalno podvozje z repnim kolesom. SM.82 je imel sorazmerno šibke motorje in majhno potovalno hitrost, je pa lahko dvignil precej težke tovore, med njimi lahki tank L3 ali pa razstavljenega lovca Fiat CR.42. Lahko je bil oborožen z do 4 tonami bomb, vendar se ni veliko uporabljal v tej vlogi. V uporabi je ostal tudi po vojni, upokojen je bil v 1960ih.

## Specifikacije (SM.82)
Podatki iz Mondey, David. The Concise Guide to Axis Aircraft of World War II. New York: Bounty Books, 1996. ISBN 1-85152-966-7
Splošne karakteristike
- Posadka: 4
- Število sedežev: 40 vojakov
- Dolžina: 22,9 m (75 ft 1½ in)
- Razpon kril: 29,68 m (97 ft 4½ in)
- Višina: 6,0 m (19 ft 8.25 in)
- Površina kril: 118,6 m² (1276,64 ft²)
- Teža praznega letala: 10550 kg (bombenik: 11200 kg) (23259 lb)
- Maks. vzletna teža: 18020 kg (39727 lb)
- Pogon letala: 3 ×  9-valjni zvezdasti motor Alfa Romeo 128 RC.21, 708 kW (950 KM)  vsak

 Zmogljivost 
- Maks. hitrost: 347 km/h (187 vozlov, 212 mph)
- Potovalna hitrost: 250 km/h (135 vozlov, 125 mph) na višini 3000 m (9840 ft)
- Hitrost porušitve vzgona: 110 km/h (59 vozlov, 68 mph)
- Doseg: 2100 km (1134 nmi, 1864 milj)
- Višina leta: 6000 m (19685 ft)

Oborožitev

- 1 × 12.7 mm (.5 in) Scotti strojnica
- 3 × 7.7 mm (.303 in) Breda-SAFAT strojnice
- Do 4000 kg (8,818 lb) bomb